# Lazarevac
Lazarevac è un comune della Serbia componente la città di Belgrado.